# Iliass Aouani
Iliass Aouani (Fquih Ben Salah, 29 settembre 1995) è un mezzofondista e maratoneta italiano, campione europeo di maratona nel 2025.

## Biografia
Nato in Marocco, si è trasferito con la famiglia in Italia a due anni; ha vissuto per diversi anni negli Stati Uniti dove si è laureato in ingegneria civile.
Ha iniziato a praticare l'atletica leggera nelle file dell'Atletica Riccardi di Milano nel 2011. Nel 2015 ha preso parte ai campionati europei under 23 e ai campionati europei di corsa campestre under 23, piazzandosi rispettivamente 14º nei 10000 metri piani e 29º nel cross.
Nel 2019 ha partecipato alle Universiadi di Napoli, dove ha conquistato il quarto posto nei 10000 m piani e il quinto posto nella mezza maratona.
Nel 2021 ha vestito per quattro volte la maglia di campione italiano: nel cross lungo (10 km), nei 10000 m piani, nei 10 km su strada e nella mezza maratona.
Il 19 marzo 2023 termina al nono posto la maratona di Barcellona nel tempo di 2h07'16" stabilendo il nuovo record nazionale sulla distanza.
Il 13 aprile 2025 vince il suo primo titolo internazionale, laureandosi campione europeo di maratona a Leuven con il tempo di 2h09'05".

## Progressione

### 5000 metri piani
| Stagione | Tempo      | Luogo        | Data      | Rank. Mond. |
| -------- | ---------- | ------------ | --------- | ----------- |
| 2021     | 13'28"09   | Firenze      | 10-6-2021 |             |
| 2019     | 13'35"07 i | Boston       | 7-12-2019 |             |
| 2018     | 14'02"00   | Coral Gables | 12-5-2018 |             |
| 2017     | 13'57"76 i | South Bend   | 24-2-2017 |             |
| 2016     | 13'55"02   | Palo Alto    | 2-4-2016  |             |
| 2015     | 14'25"31   | Torino       | 25-7-2015 |             |
| 2014     | 14'48"05   | Torino       | 7-6-2014  |             |

### 10000 metri piani
| Stagione | Tempo    | Luogo        | Data      | Rank. Mond. |
| -------- | -------- | ------------ | --------- | ----------- |
| 2023     | 27'51"00 | Londra       | 20-5-2023 |             |
| 2022     | 27'59"62 | Leida        | 11-6-2022 |             |
| 2021     | 27'45"81 | Ostrava      | 19-5-2021 |             |
| 2019     | 28'25"36 | Palo Alto    | 29-3-2019 |             |
| 2018     | 29'19"43 | Palo Alto    | 30-3-2018 |             |
| 2015     | 29'57"18 | Castelcovati | 11-4-2015 |             |

### Mezza maratona
| Stagione | Tempo    | Luogo    | Data      | Rank. Mond. |
| -------- | -------- | -------- | --------- | ----------- |
| 2024     | 1h01'32" | Siviglia | 28-1-2024 |             |
| 2023     | 1h01'49" | Verona   | 12-2-2023 |             |
| 2022     | 1h02'32" | Napoli   | 27-2-2022 |             |
| 2021     | 1h02'58" | Roma     | 7-11-2021 |             |
| 2019     | 1h06'52" | Napoli   | 13-7-2019 |             |

### Maratona
| Stagione | Tempo    | Luogo      | Data      | Rank. Mond. |
| -------- | -------- | ---------- | --------- | ----------- |
| 2024     | 2h06'06" | Valencia   | 1-12-2024 |             |
| 2023     | 2h07'16" | Barcellona | 19-3-2023 |             |
| 2022     | 2h08'34" | Milano     | 3-4-2022  |             |

## Palmarès
| Anno | Manifestazione           | Sede       | Evento         | Risultato | Prestazione | Note |
| ---- | ------------------------ | ---------- | -------------- | --------- | ----------- | ---- |
| 2015 | Europei U23              | Tallinn    | 10000 m piani  | 14º       | 30'20"86    |      |
| 2015 | Europei di cross         | Hyères     | Corsa U23      | 29º       | 24'18"      |      |
| 2015 | Europei di cross         | Hyères     | A Squadre      | 4º        | 77 p.       |      |
| 2016 | Mediterraneo U23         | Tunisi     | 5000 m piani   | 6º        | 14'56"15    |      |
| 2019 | Universiadi              | Napoli     | 10000 m piani  | 4º        | 29'41"97    |      |
| 2019 | Universiadi              | Napoli     | Mezza maratona | 5º        | 1h06'52"    |      |
| 2021 | Coppa Europa 10000       | Birmingham | Individuale    | 37º       | 29'24"42    |      |
| 2021 | Coppa Europa 10000       | Birmingham | A Squadre      | 4º        | 1h24'56"76  |      |
| 2022 | Europei                  | Monaco     | Maratona       | 19º       | 2h15'34"    |      |
| 2022 | Europei                  | Monaco     | A Squadre      | 5º        | 54 p.       |      |
| 2023 | Mondiali corsa su strada | Riga       | Mezza maratona | 40º       | 1h02'51"    |      |
| 2023 | Mondiali corsa su strada | Riga       | A Squadre      | 8º        | 3h05'34"    |      |
| 2023 | Europei di Cross         | Bruxelles  | Corsa Seniores | 49º       | 31'58"      |      |
| 2023 | Europei di Cross         | Bruxelles  | A Squadre      | 8º        | 91 p.       |      |
| 2025 | Europei corsa su strada  | Leuven     | Maratona       | Oro       | 2h09'05"    |      |

## Campionati nazionali
- 1 volta campione italiano assoluto dei 10000 m piani (2021)
- 1 volta campione italiano assoluto dei 10 km su strada (2021)
- 1 volta campione italiano assoluto di mezza maratona (2021)
- 2 volte campione italiano assoluto di corsa campestre - cross lungo (2021, 2022)
- 1 volta campione italiano under 23 dei 5000 m piani (2015)
- 1 volta campione italiano under 20 dei 5000 m piani (2014)

2012
- 44º ai campionati italiani allievi di corsa campestre - 18'05"

2013
- Bronzo ai campionati italiani juniores, 1500 m piani - 3'52"39

2014
- 7º ai campionati italiani juniores indoor, 1500 m piani - 4'12"06
- Oro ai campionati italiani juniores, 5000 m piani - 14'48"05
- 25º ai campionati italiani juniores di corsa campestre - 27'57"

2015
- 4º ai campionati italiani promesse indoor, 3000 m piani - 8'21"94
- 4º ai campionati italiani promesse, 5000 m piani - 14'25"58
- 7º ai campionati italiani assoluti, 5000 m piani - 14'25"31

2016
- Oro ai campionati italiani promesse, 5000 m piani - 14'26"82
- 6º ai campionati italiani assoluti, 5000 m piani - 14'15"56

2021
- Oro campionati italiani assoluti, corsa campestre (10 km) - 30'49"
- Oro ai campionati italiani assoluti, 10000 m piani - 28'26"38
- Oro ai campionati italiani assoluti, 10 km su strada - 28'24"
- Oro ai campionati italiani assoluti, mezza maratona - 1h02'58"

2022
- Oro ai campionati italiani assoluti, corsa campestre (10 km) - 29'46"
- 6º ai campionati italiani di 10 km su strada - 29'10"

2023
- 4º ai campionati italiani di corsa campestre - 31'18"

2024
- Bronzo ai campionati italiani di 10 km su strada - 28'31"

## Altre competizioni internazionali
2021
- Bronzo al Golden Spike Ostrava ( Ostrava), 10000 m piani - 27'45"81
- 21º alla Coppa Europa dei 10000 metri ( Birmingham) - 29'24"42
- 14º al Golden Gala Pietro Mennea ( Roma), 5000 m piani - 13'28"09
- 6º al Giro podistico internazionale di Castelbuono ( Castelbuono) - 36'20"

2022
- 8º al Campaccio ( San Giorgio su Legnano), 10 km - 29'45"
- 10º alla Milano Marathon ( Milano) - 2h08'34"
- Argento al Giro podistico internazionale di Castelbuono ( Castelbuono) - 35'07"
- 5º al Giro al Sas ( Trento) - 29'13"
- Oro al Cross di Alà dei Sardi ( Alà dei Sardi) - 29'47"5
- 4º al Cross Internacional de Soria ( Soria) - 28'53"
- 8º al Cross Internacional Juan Muguerza ( Elgoibar) - 35'35"
- Argento al Cross Internacional Zornoza ( Amorebieta-Etxano) - 25'56"

2023
- 17º in Coppa Europa dei 10000 metri ( Pacé) - 28'42"72
- Argento a squadre in Coppa Europa dei 10000 metri ( Pacé) - 1h25'10"56
- 7º alla Maratona di New York ( New York) - 2h10'54"
- 9º alla Maratona di Barcellona ( Barcellona) - 2h07'16"
- 4º al Giro podistico internazionale di Castelbuono ( Castelbuono) - 35'14"
- 8º al Campaccio ( San Giorgio su Legnano) - 29'44"

2024
- 8º al Campaccio ( San Giorgio su Legnano) - 30'31"
- 15º alla Maratona di Valencia ( Valencia) - 2h06'06"
- 4º alla Maratona di Barcellona ( Barcellona) - 2h08'05"
- Bronzo alla Mezza maratona di Siviglia ( Siviglia) - 1h01'32"
- 8º al Birell Grand Prix ( Praga) - 28'34"

2025
- 7º al Campaccio ( San Giorgio su Legnano) - 32'37"
- 4º al Cross di Alà dei Sardi ( Alà dei Sardi) - 30'39"